# Hedinia
Hedinia é um género botânico pertencente à família Brassicaceae.